# Montabaur
Montabaur és una ciutat de l'estat federat alemany de Renania-Palatinat, amb una població d'uns 12.500 habitants (2013). La ciutat actual és el resultat de la fusió el 1972 amb set municipis rurals.
És seu del districte de Westerwaldkreis i del municipi conjunt de Montabaur (un conjunt de 24 municipis que comparteix certes tasques administratives mancomunades).

## Història
El primer esment escrit data del 959 en una acta sobre el castellum humbacense, antecedent de l'actual castell. En tornar de la croada, vers 1217 l'arquebisbe de Trèveris Teoderic II de Wied va fer reconstruir el burg enderrocat i en veure una semblança entre el pujol de Humbach amb el Mont Tabor de la bíblia va rebatejar el poble Mons Tabor que amb el temps va canviar-se en Montabaur. El 1291 el rei Rodolf I va acordar els drets de ciutat.

## Llocs d'interés
- El castell Schloss Montabaur, famós pel seu color groc.
- L'estació de ferrocarril, part de la línia d'alta velocitat Colònia-Frankfurt.
- El museu i centre cultural «b-05 art and design center», una sèrie 15 búnquers que servien de dipòsit d'armes de l'Organització del Tractat de l'Atlàntic Nord (OTAN). El museu té una col·lecció fixa d'art i disseny contemporani i s'hi organitzen exposicions temporals.

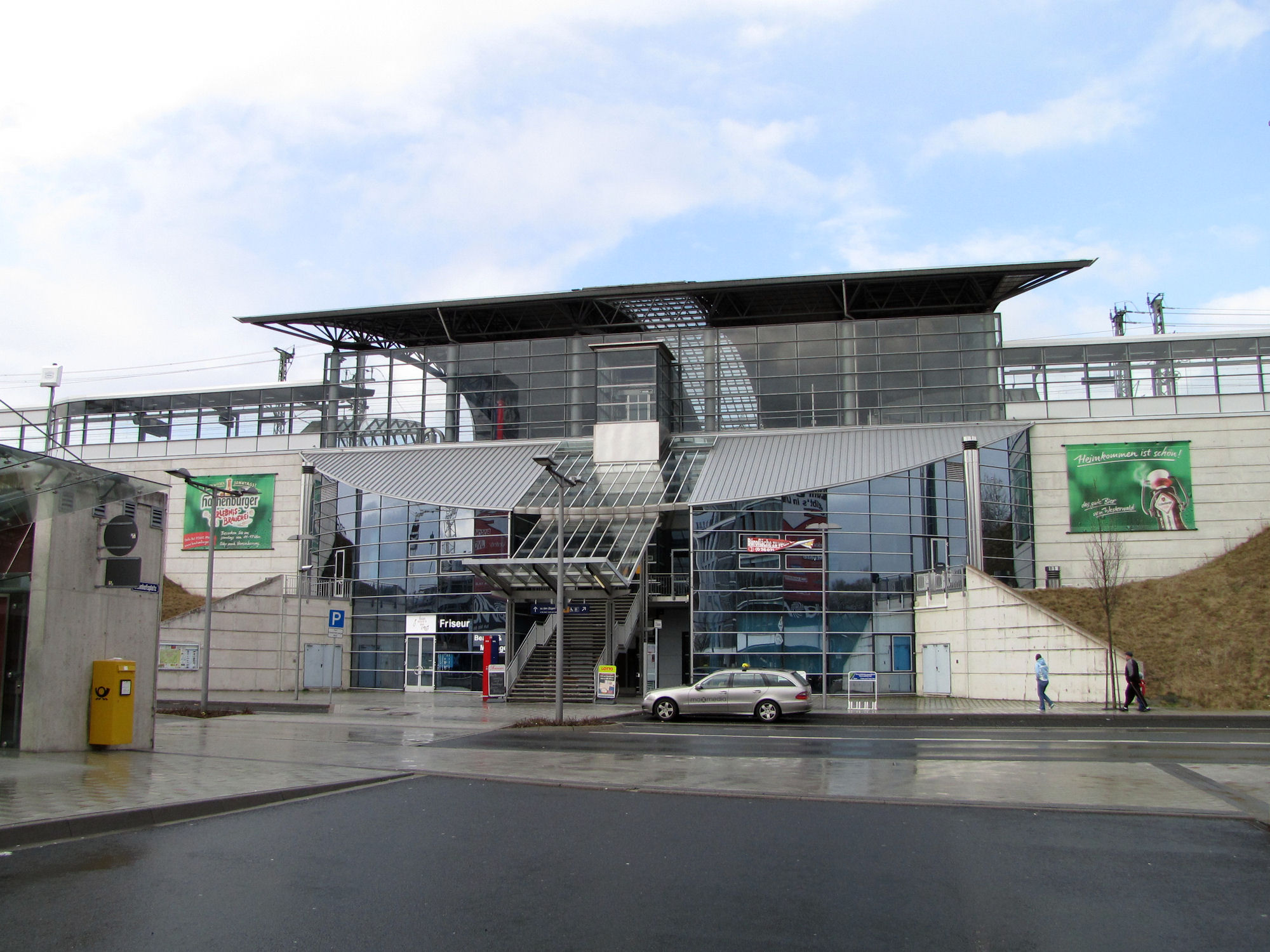
L'estació nova
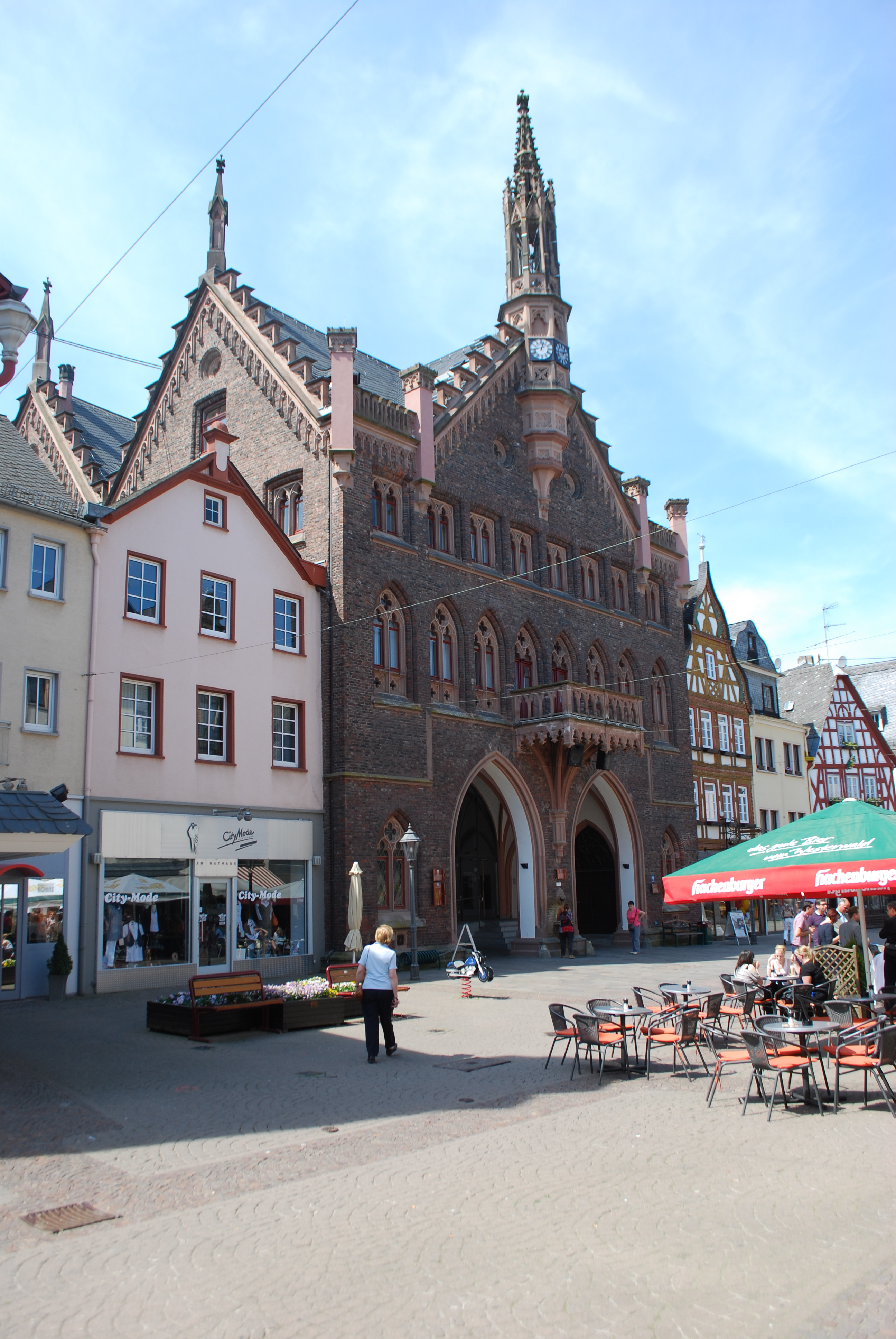
Ajuntament
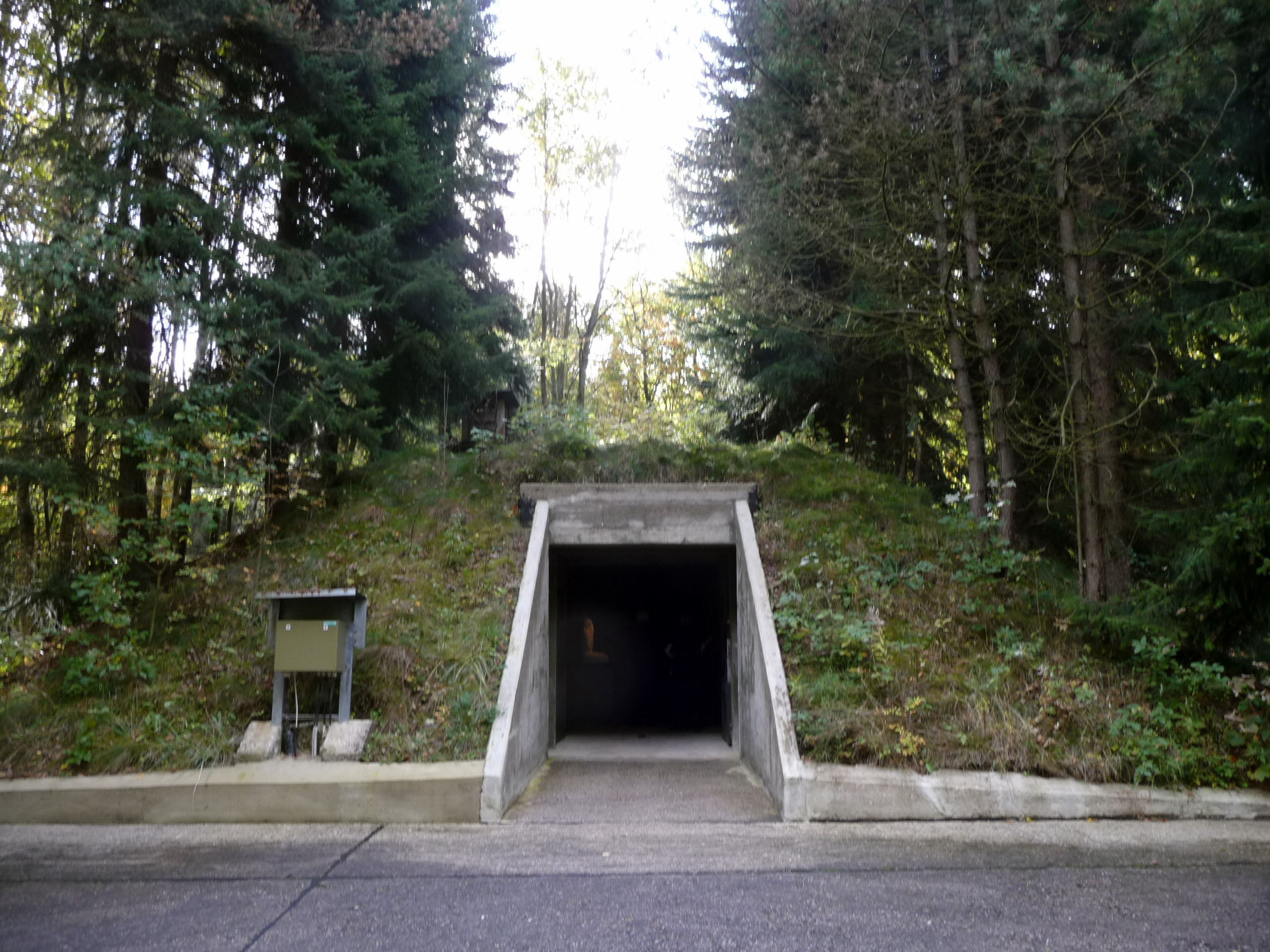
Entrada del Kulturbunker (búnquer de la cultura)
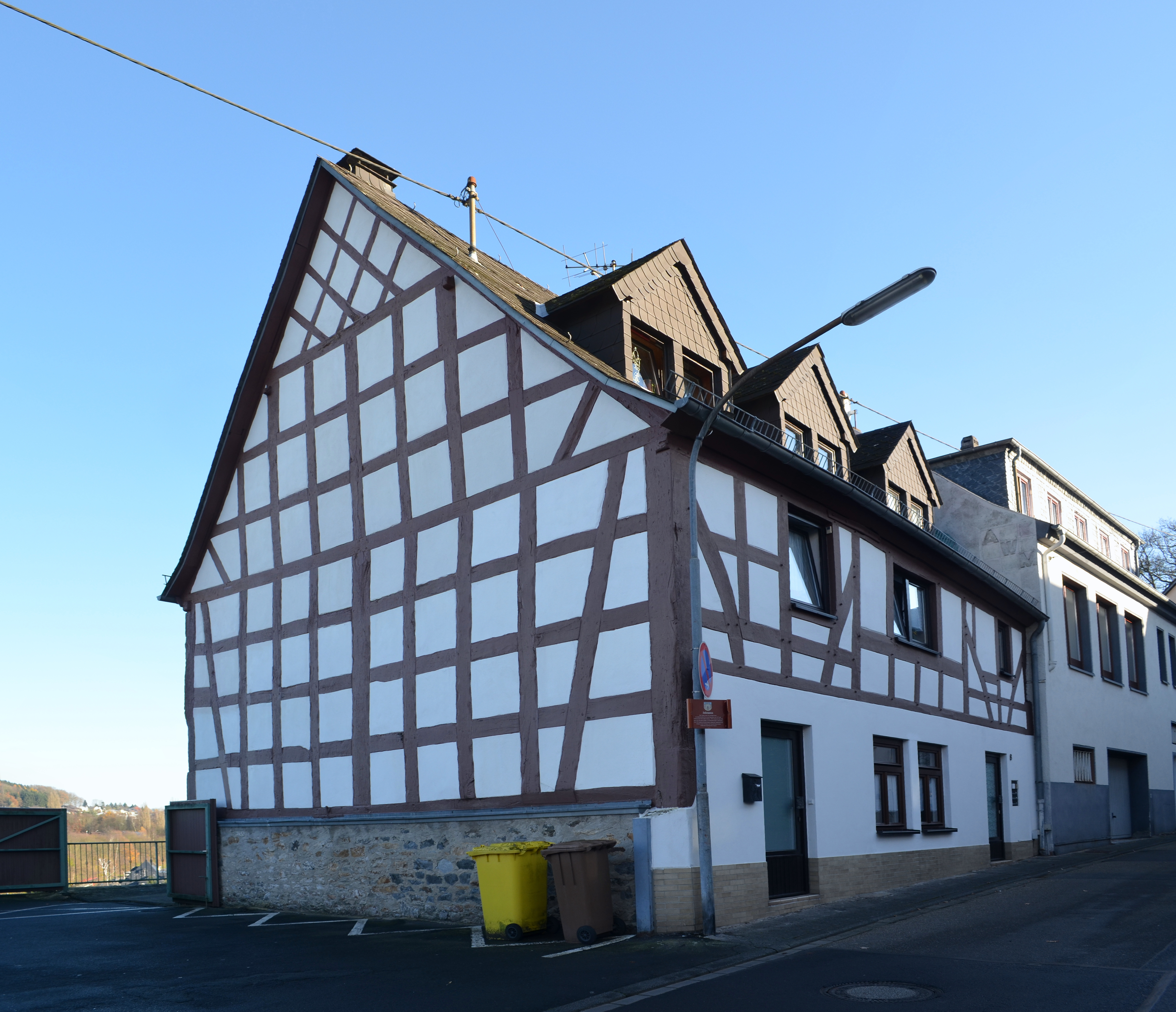
Casa d'entramat de fusta al carrer Judengasse

## Persones
- Joseph Christian Leyendecker (1874–1951), dibuixant i il·lustrador